# Religioni in Liberia
Il cristianesimo è la religione più diffusa in Liberia. Secondo i dati del censimento del 2008, i cristiani rappresentano circa l'85,5% della popolazione. La seconda religione è l'islam, professato da circa il 12% della popolazione. Lo 0,5% circa della popolazione segue le religioni africane tradizionali, lo 0,1% segue altre religioni e l'1,4% non segue alcuna religione. La costituzione della Liberia prevede la libertà di religione e questo diritto è generalmente rispettato dal governo.

## Religioni presenti

### Cristianesimo
La maggioranza dei cristiani liberiani sono protestanti (circa il 76%); il 7% circa sono cattolici e il 2% circa sono cristiani di altre denominazioni. È presente anche una piccolissima percentuale di ortodossi.
Le principali denominazioni protestanti sono costituite metodisti, luterani e battisti; sono inoltre presenti anglicani, presbiteriani, avventisti, nazareni e pentecostali. Alcuni movimenti evangelicali e pentecostali sono affiliati a Chiese internazionali, mentre altri si sono costituiti come Chiese indipendenti. Sono inoltre presenti anche la Chiesa di Gesù Cristo dei Santi degli Ultimi Giorni (i Mormoni) e i Testimoni di Geova.
La Chiesa cattolica è presente in Liberia con una sede metropolitana (l'arcidiocesi di Monrovia) e 2 diocesi suffraganee. 
Esiste anche una piccola comunità ortodossa, rappresentata dalla Chiesa ortodossa di Alessandria.

### Islam
I musulmani sono in maggioranza sunniti malikiti, con minoranze di sciiti e ahmadiyya. L'islam è diffuso nelle etnie mandingo e vai.

### Religioni africane
Le religioni africane in Liberia sono prevalentemente praticate nell'ambito della Società Poro e della Società Sande.

### Altre religioni
In Liberia sono presenti piccoli gruppi di bahai, indù e buddhisti.